# Fuchsia perscandens
Espèce
Statut de conservation UICN

 LC  : Préoccupation mineure
Fuchsia perscandens est une espèce de plantes à fleurs de la famille des Onagraceae. Il est  également appelé climbing fuchsia,, ou scrambling fuchsia. Fuchsia perscandens appartient à la section Skinnera du Pacifique Sud, qui se compose de trois espèces et d’un hybride,.
Le nom de cette espèce vient du latin « scandere », qui signifie « grimpant », en référence à la croissance de la plante,.

## Description
Le Fuchsia perscandens est un arbuste grimpant, semi-rampant, également décrit comme une liane brouillonne,,,. Selon Godley et Berry et Wilson, l'apparence de la plante dépend de son support. La pousse primaire commence sans support, puis grimpe aux buissons ou rampe sur le sol pour trouver un support. Le Fuchsia perscandens peut former un arbuste en situation exposée ou adopter une forme lianescente.
La plante a des tiges principales épaisses, d'un diamètre pouvant atteindre 5 cm et d'une longueur d'environ 5 m,  Fuchsia perscandens est peu ramifié et son écorce est brun pâle ou fauve orangé pâle sur les tiges plus âgées. L'écorce a tendance à se détacher en lamelles et en bandes très fines, et les petites branches sont d'abord poilues,,.

### Feuilles
Les feuilles sont suborbiculaires, mesurent environ 3 cm de long et 2 cm de large, et sont portées par des pétioles minces, 10-20 mm de long,,. Elles sont minces, vertes ou vert foncé sur la face supérieure, et glaucescentes sur la face inférieure (gris argenté plus pâle),,. Elles sont dentées et glabres, sauf sur les nervures et les marges,. La base du limbe est subcordée à tronquée, et l'apex est subaigue.
Webb et al. décrivent les feuilles comme étant caduques. Mais selon Godley et Berry même si les plantes exposées perdent leurs feuilles au début de l'hiver, elles peuvent ne perdre leur feuillage que pendant quelques semaines si elles sont situées à l'ombre, et des spécimens ont été observés en pleine feuille en juillet sur l'île du Nord.

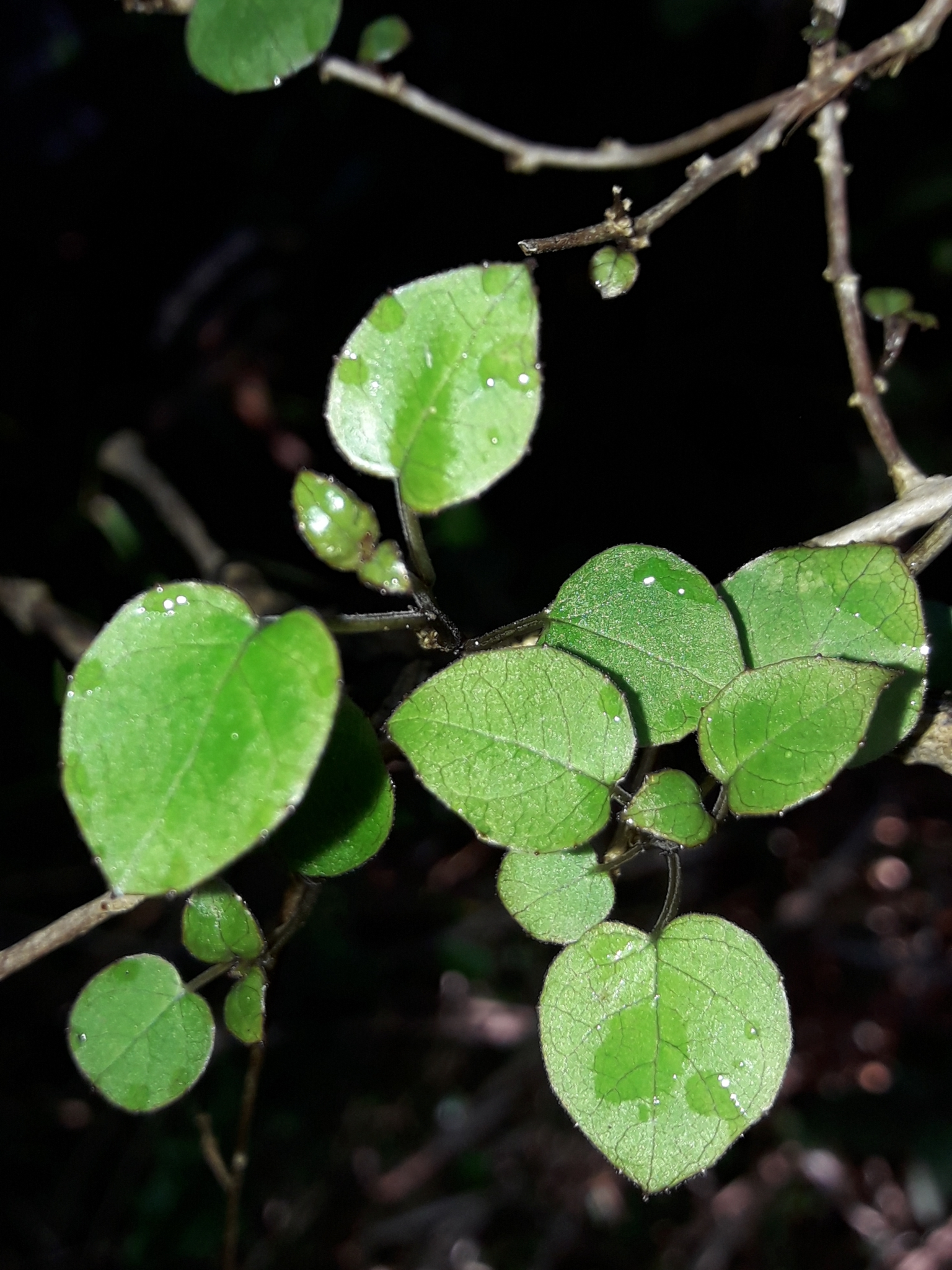
feuilles

.

### Fleurs
Le Fuchsia perscandens est une espèce gynodioïque, ce qui signifie que certaines plantes portent des fleurs femelles et d'autres des fleurs hermaphrodites (avec des parties mâles et femelles),. Dans ce cas, les fleurs femelles sont plus petites que les hermaphrodites.
Les fleurs sont pendantes ou tombantes et mesurent 1- 3 cm de long. Elles sont souvent produites individuellement, mais il peut parfois y avoir une série de deux ou trois fleurs. Elles sont soutenues par des pédicelles très fins,,. Elles peuvent apparaître directement sur le tronc, mais aussi sur les tiges courtes qui portent les feuilles,.
Le tube floral est de 7-15 mm de long, 2-4 mm de large. Il est vert et se dégrade en brun rougeâtre,,. Les sépales sont de 6-10 mm de longs, en forme d'ovale étroit. Ils sont également brun rougeâtre, mais se nuancent en vert au centre et aux extrémités, avec des stries rouges ,,. Elles peuvent être patentes à réfléchies,.
Les pétales de la corolle sont 1-6 mm de longs et étroits-oblongs,. Ils sont d'abord verts et violet foncé, et le rouge apparaît lorsque les fleurs vieillissent,.
Ces fleurs sont très similaires à celles du Fuchsia excorticata, également appelé fuchsia arborescent, dans une version plus petite,.
Les fleurs hermaphrodites sont les seules à porter des étamines. Les étamines sont proéminentes, avec des filaments de 10-15 mm de longs et de couleur pourpre,,. Selon Godley et Berry, les fleurs femelles ont toujours des filaments plus courts, mais leurs anthères sont avortées. Les fleurs présentent un stigmate capitonné, c'est-à-dire que sa tête est arrondie. Le stigmate est jaune ou vert, épais de 1 – 2 mm, tenu par un style de 20 – 30 mm de long, de couleur crème pâle à pourpre,.

### Baies
Le Fuchsia perscandens produit de petites baies. Elles sont subcylindriques (imparfaitement cylindriques) et mesurent 5-10 mm. Elles sont rouges à pourpres et mûrissent en un pourpre très foncé,,. Ces baies ne sont pas aussi prolifiques que celles de Fuchsia excorticata.
Les graines sont oblongues-triangulaires, 0,8-0,9 mm de long et 0,4-0,6 mm de large.

## Répartition

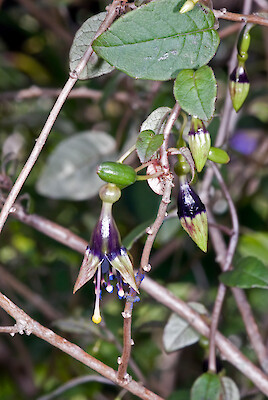
Fleurs

Le Fuchsia perscandens est endémique à la Nouvelle-Zélande,,. On le trouve sur les deux îles principales de la Nouvelle-Zélande, mais il n'est pas commun.
L'espèce n'est pas présente dans la partie nord plus chaude de l'île du Nord. Même si des spécimens ont été enregistrés au nord d'Auckland au cours du 19ème siècle, ils ont probablement disparu avec la déforestation,.
On pense que le Fuchsia perscandens était autrefois commun dans la région du bas Waikato, au pied des arbres dans les forêts de pins blancs (Dacrycarpus dacrydioides). Il reste quelques plantes dans cette zone, mais l'espèce est devenue rare. On pense maintenant qu'il s'agit de la localisation la plus septentrionale du Fuchsia perscandens,.

## Habitat
Le Fuchsia perscandens se trouve généralement dans les forêts (en particulier dans les clairières ou à la lisière des forêts), les arbustes côtiers et les arbustes,,,. Parfois, l'espèce se trouve parmi les rochers à l'air libre, et l'altitude à laquelle elle pousse va du niveau de la mer à 750 m.
Les habitats préférés du Fuchsia perscandens sont les terrasses fluviales et les vestiges de la forêt marécageuse de pins blancs, mais l'espèce a également été trouvée dans le calcaire, par exemple dans le Wairarapa ou dans le Marlborough.

## Écologie

### Cycle de vie/phénologie
Le Fuchsia perscandens fleurit de juillet ou août à décembre,. Godley et Berry ont collecté plus de plantes à fleurs en octobre et novembre, avec respectivement 14 et 7 spécimens pour chaque mois. Les fleurs ouvertes durent environ 11 jours, au cours desquels elles changent de couleur, passant du vert avec des stries violettes au violet profond.
Fuchsia perscandens peut se multiplier de deux manières : par graine (reproduction sexuée) et par division (reproduction asexuée).
Sweetman explique que Fuchsia perscandens a un mode de propagation général : les pousses se superposent et donnent naissance à de nouvelles plantes.
La reproduction sexuée a lieu après la pollinisation, lorsque les fruits sont formés. Les graines sont dispersées par les animaux qui consomment les baies. Ce processus est appelé endozoochorie. La chair des baies attire les animaux et agit comme une récompense, les encourageant à revenir.

### Parasites et maladies
Peu d'informations sont disponibles sur les parasites et les maladies de Fuchsia perscandens.
Il a été signalé comme étant une plante hôte pour deux espèces herbivore sur Plant-SyNZ Cephalissa siria Meyrick, 1883, une espèce de papillon de nuit de la famille  des Geometridae, endémique de Nouvelle-Zélande, dont les chenilles se nourrissent des feuilles de Fuchsia perscandens ; et Saissetia oleae Olivier, 1791, une cochenille de la famille des Coccidae. Cette punaise suceuse vit sur les feuilles et les rameaux, et une nymphe de cochenille a été trouvée sur une feuille de Fuchsia perscandens.
Les baies de la plante sont également susceptibles d'attirer les animaux. En Nouvelle-Zélande, les frugivores prédominants sont les oiseaux et les reptiles. Godley et Berry ont suggéré que les campagnols, les tuis, les oiseaux noirs et les grives mangent et dispersent probablement les baies de Fuchsia perscandens, puisqu'ils mangent déjà les baies très similaires de Fuchsia excorticata.

## Autres informations
La Fuchsia perscandens a été classée comme espèce non menacée par le New Zealand Department of Conservation, ce qui signifie que sa population est stable
.
Le Fuchsia perscandens peut s'hybrider avec le Fuchsia excorticata (fuchsia arborescent), ce qui donne l'hybride Fuchsia × colensoi, appelé fuchsia arbustif. Ce dernier peut se croiser avec ses deux parents, ce qui crée de nombreuses variations,. Selon Wilson<, le fuchsia arbustif est un peu plus commun que le Fuchsia perscandens sur la péninsule de Banks mais beaucoup moins commun que le Fuchsia excorticata.